# Исланд на Зимским олимпијским играма 2010.
Исланду је ово било шеснаесто учешће на Зимским олимпијским играма. Исландску делегацију, на Зимским олимпијским играма 2010. у Ванкуверу представљало је четворо такмичара у алпском скијању. На свечаном отварању заставу Исланда носио је аплски скијаш Бјергвин Бјергвинсон.

## Алпско скијање

### Жене
| Такмичарке           | Дисциплина      | Резултати     | Резултати     | Резултати     | Резултати     | Резултати      |
| Такмичарке           | Дисциплина      | 1. трка       | 2. трка       | Укупно        | Заостатак     | Пласман/ учес. |
| -------------------- | --------------- | ------------- | ------------- | ------------- | ------------- | -------------- |
| Ирис Гвидминдсдоутир | Слалом          | Није завршила | Није завршила | Није завршила | Није завршила | Није завршила  |
| Ирис Гвидминдсдоутир | Супервелеслалом |               |               | Није завршила | Није завршила | Није завршила  |

### Мушкарци
| Такмичар                  | Дисциплина      | Резултати    | Резултати    | Резултати    | Резултати    | Резултати     |
| Такмичар                  | Дисциплина      | 1. трка      | 2. трка      | Укупно       | Заостатак    | Пласман/учес  |
| ------------------------- | --------------- | ------------ | ------------ | ------------ | ------------ | ------------- |
| Бјергвин Бјергвинсон      | Слалом          | Није завршио | Није завршио | Није завршио | Није завршио | Није завршио  |
| Бјергвин Бјергвинсон      | Велеслалом      | 1:21,44 (42) | 1:25,27 (45) | 2:46,71      | 8,88         | 43 / 81 (103) |
| Арни Торвалдсон           | Супервелеслалом |              |              | Није завршио | Није завршио | Није завршио  |
| Стефаун Јоун Сигиргеирсон | Слалом          | Није завршио | Није завршио | Није завршио | Није завршио | Није завршио  |
| Стефаун Јоун Сигиргеирсон | Супервелеслалом |              |              | 1:39,12      | 8,78         | 45 / 45 (64)  |